# Instant Hits
Instant Hits - Samtliga hits 1979-1989 är ett samlingsalbum av den svenska popgruppen Gyllene Tider, utgivet den 5 september 1989. Spår 18-23 är inspelade av Pers garage, det vill säga Gyllene Tider utan Anders Herrlin.

## Låtlista
1. Flickorna på TV 2 - 3.46
2. Ska vi älska, så ska vi älska till Buddy Holly - 3.49
3. (Dansar inte lika bra som) sjömän - 2:35
4. Billy - 5:25
5. Marie i växeln (Switchboard Susan) - 3:45
6. När vi två blir en - 3.07
7. (Kom så ska vi) Leva livet - 3:32
8. Det hjärta som brinner - 3:02
9. Ljudet av ett annat hjärta - 3:53
10. Tylö Sun (California Sun) - 2:44
11. Sommartider - 3:21
12. När alla vännerna gått hem - 3:54
13. (Hon vill ha) Puls - 3:34
14. Vandrar i ett sommarregn - 4:52
15. Flickan i en Cole Porter-sång - 3:52
16. Teaser Japanese - 3:29
17. Break Another Heart - 4:30
18. Småstad * - 3:33
19. Om hon visste vad hon ville * - 3:24
20. Ny pojkvän * - 2:07
21. Oh yea oh yea (Oh oh) * - 2:23
22. Vandrande man * - 3:16
23. Jo-Anna farväl * - 2:10

## Listplaceringar
| Lista (1997-1998) | Topplacering |
| ----------------- | ------------ |
| Sverige           | 3            |